# Dedicato/Amico giorno
Dedicato/Amico giorno è un 45 giri della cantante pop italiana Loredana Bertè, pubblicato nel 1978 dall'etichetta discografica CGD.

## I brani

### Dedicato
Il brano, scritto dal cantante genovese Ivano Fossati, ebbe un grande successo diventando uno dei brani più famosi della cantante .
Incluso nell'album Bandabertè, raggiunse il picco massimo della quinta posizione in hit-parade, e la trentaseiesima nella graduatoria dei singoli più venduti in Italia nel 1978. Il brano venne inciso anche in inglese e in spagnolo, e successivamente commercializzato anche nel mercato francese, tedesco e brasiliano.
Dedicato aprì definitivamente alla Berté le porte dei circuiti televisivi, malgrado la censura del verso “ai politici da fiera”, in favore di un inoffensivo “alla faccia che ho stasera”; la Berté, comunque, dal vivo cantò sempre il brano con il verso originale.
Nello stesso anno, il brano fu anche inciso da Gianni Morandi col testo originale senza censura.
L'anno successivo venne tradotto in francese e ripreso da Dalida con il nome di Dédié à toi, dando anche il titolo all'omonimo album dell'artista uscito nel 1979.
Sempre nel 1979 Dedicato fu incisa dallo stesso Fossati e inserita nell'album La mia banda suona il rock. 
Nel 2014 Gianna Nannini ha inciso la canzone nel suo album di cover Hitalia.
Nel 2016 Noemi ha reinterpretato la canzone al Festival di Sanremo, classificandosi quarta nella serata cover. La stessa Loredana Bertè su Twitter si è complimentata con la cantante romana definendo la sua cover come la migliore di sempre. Due mesi dopo è uscito, infatti, l'album celebrativo in occasione dei quarant'anni di carriera della Bertè, intitolato Amici non ne ho... Ma amiche sì! (prodotto da Fiorella Mannoia), in cui Dedicato viene proposta in duetto proprio con Noemi.

### Amico giorno
Amico giorno, scritto da Oscar Avogadro, Daniele Pace e Mario Lavezzi, era il lato b del disco. Il brano era stato pubblicato l'anno prima nell'album TIR.

## Tracce
Lato A
1. Dedicato – 4:35 (Ivano Fossati)

Durata totale: 4:35
Lato B
1. Amico giorno – 3:27 (Oscar Avogadro-Daniele Pace-Mario Lavezzi)

Durata totale: 3:27

### Classifiche
| Classifica (1978) | Posizione massima |
| ----------------- | ----------------- |
| Italia (FIMI)     | 5                 |